# PDP-9

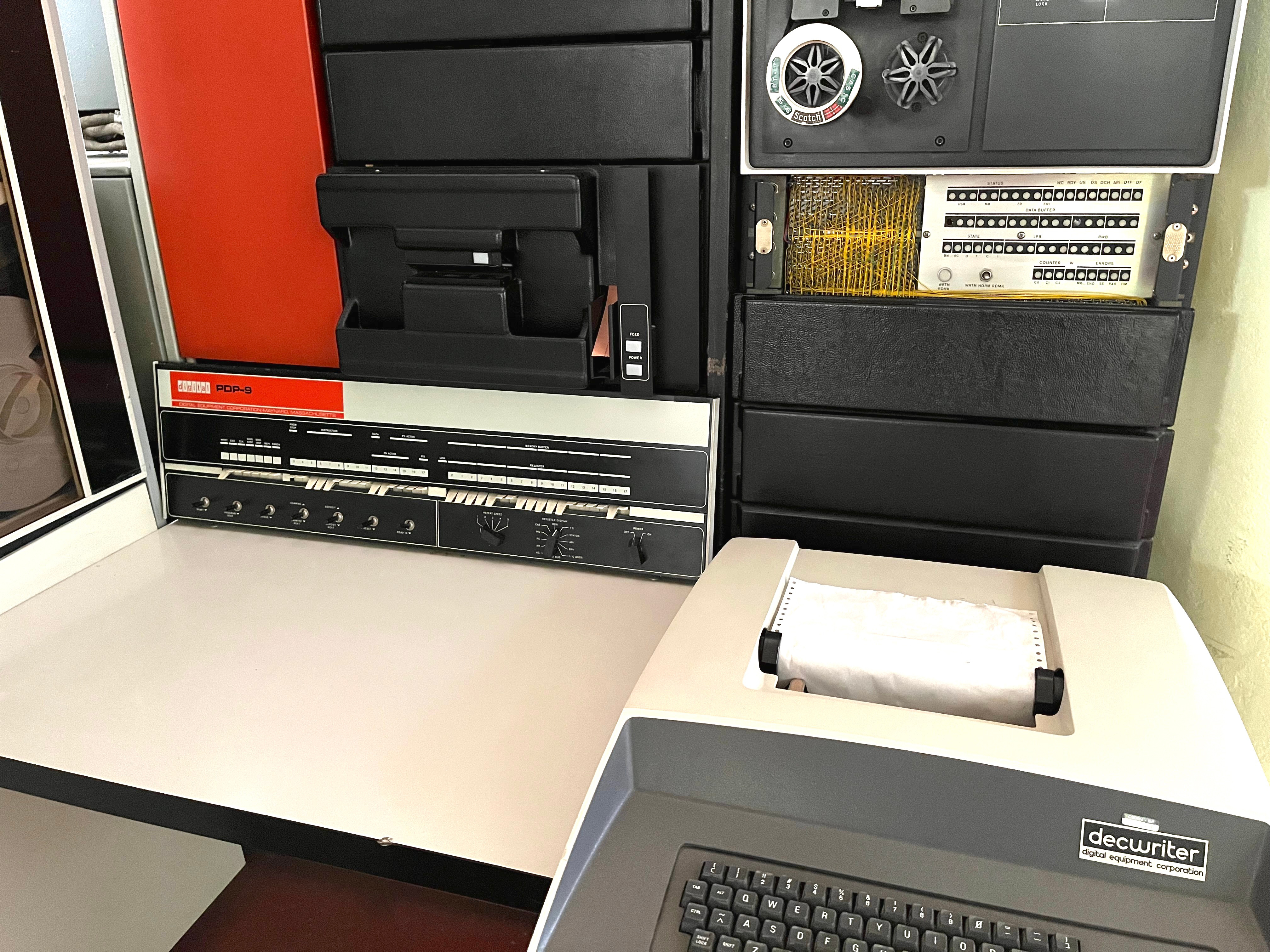
PDP-9 Terminal für Ein-/Ausgabe

Der PDP-9 (Programmed Data Processor-9) ist ein Minicomputer, der von der Digital Equipment Corporation (DEC) entwickelt wurde und 1966 auf den Markt gebracht wurde. Er gehört zur Familie der 18-Bit-Computer und war der vierte von fünf solchen Computern, die von DEC produziert wurden.

## Entwicklung und Veröffentlichung
Der PDP-9 wurde als Nachfolger des PDP-7 entwickelt und war der erste Computer von DEC, der Mikrocode verwendete. Er wurde speziell für Echtzeitsysteme, Datenaufzeichnung und Prozesssteuerung entwickelt. Insgesamt wurden etwa 445 PDP-9-Systeme produziert, darunter 40 kompakte, kostengünstige PDP-9/L-Einheiten.

## Technische Spezifikationen
Der PDP-9 war etwa zwei Meter breit und etwa 75 cm tief und wog etwa 340 kg. Er hatte eine Speichergeschwindigkeit von 1 µs und bot eine erweiterte Form der Speicherverwaltung. Der Computer war mit einem 18-Bit-System ausgestattet und konnte sowohl 8K als auch 4K Worte Hauptspeicher verwalten.

## Software und Einsatz
Der PDP-9 wurde mit einem Betriebssystem ausgeliefert, das als ADSS (englisch Advanced Software System) bekannt war. Es unterstützte sowohl Fortran als auch Assemblersprache und bot eine interaktive Entwicklungsumgebung für Programme. Der PDP-9 wurde häufig in Forschungseinrichtungen und Universitäten eingesetzt, um verschiedene wissenschaftliche und akademische Projekte zu unterstützen.

## Bedeutung und Einfluss
Der PDP-9 war ein bedeutender Schritt in der Entwicklung von Minicomputern und trug zur Popularisierung dieser Technologie bei. Er bot eine kostengünstige und leistungsfähige Lösung für viele Unternehmen und Institutionen, die auf fortschrittliche Rechenleistungen angewiesen waren.